# Chlorure de trans-dichlorobis(éthylènediamine)cobalt(III)
Le chlorure de trans-dichlorobis(éthylènediamine)cobalt(III) est un sel de formule chimique [CoCl2(en)2]Cl, où « en » est la notation habituelle pour le ligand bidenté éthylènediamine NH2CH2CH2NH2. Il s'agit d'un solide cristallisé diamagnétique vert foncé facilement soluble dans l'eau. L'un des ions chlorure est labile et peut facilement être échangé, en revanche les deux autres sont liés au centre métallique et sont moins réactifs. Outre l'isomère trans, on connaît également le cis-[CoCl2(en)2]Cl.

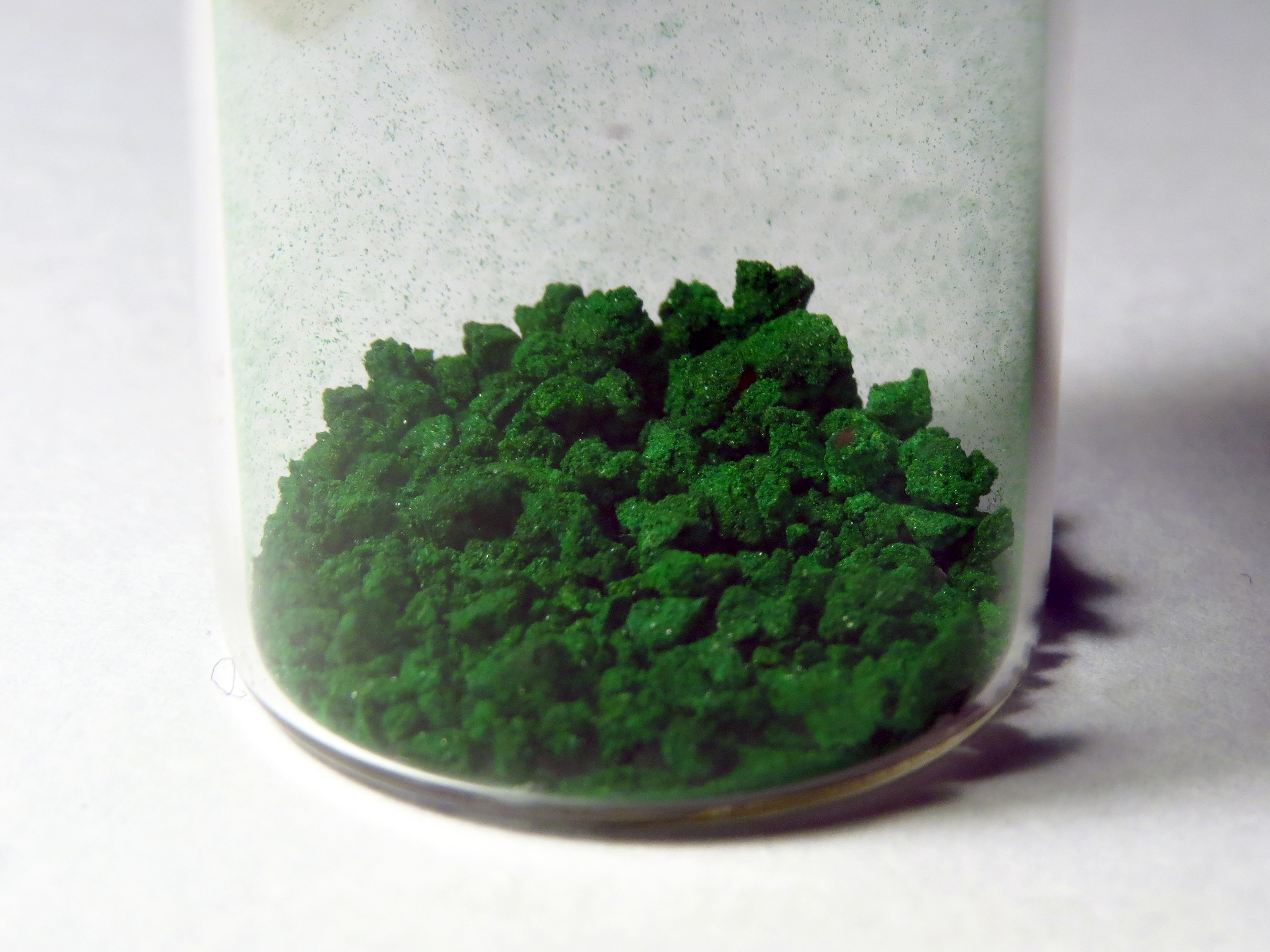
Cristaux de trans-[CoCl2(en)2]Cl.
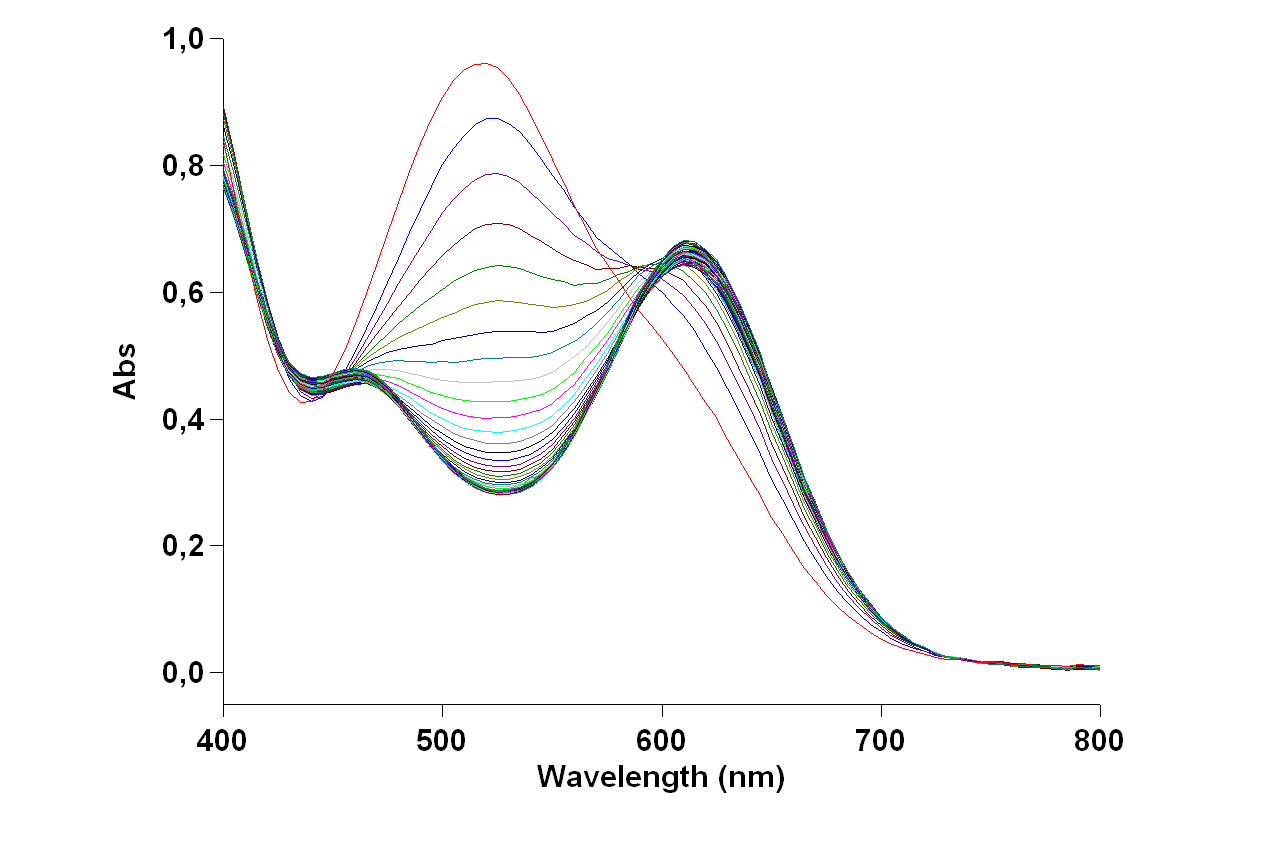
Spectroscopie UV-visible de l'isomérisation trans ⟶ cis (ce dernier en rouge).

## Synthèse
Il peut être obtenu par réaction d'éthylènediamine avec du chlorure de cobalt(II) CoCl2 dans un flux d'air puis réaction avec de l'acide chlorhydrique concentré:
CoCl2 + 2 NH2CH2CH2NH2 + HCl + 1⁄4 O2 ⟶ trans-[CoCl2(NH2CH2CH2NH2)2]Cl + 1⁄2 H2O.
L'acide chlorhydrique résiduel est évaporé de la solution par chauffage. Il est également possible d'obtenir ce produit en faisant réagir du chlorure de carbonatobis(éthylènediamine)cobalt(III) [CoCO3(en)2]Cl avec de l'acide chlorhydrique :
[CoCO3(en)2]Cl + 2 HCl ⟶ trans-[CoCl2(en)2]Cl + CO2 + H2O.

## Propriétés
Les cristaux de chlorure de trans-dichlorobis(éthylènediamine)cobalt(III) restent stables dans l'air à température ambiante. En solution aqueuse, l'isomère trans, de couleur verte, est en équilibre avec l'isomère cis, moins soluble, de couleur violette ; à 23,0 °C, la constante d'équilibre vaut, :
K = cis-[CoCl2(en)2]Cl/trans-[CoCl2(en)2]Cl = 11,60.
Le cation trans-[CoCl2(en)2]+ a une géométrie moléculaire idéalisée D2h tandis que l'isomère cis-[CoCl2(en)2]+ a une symétrie C2.

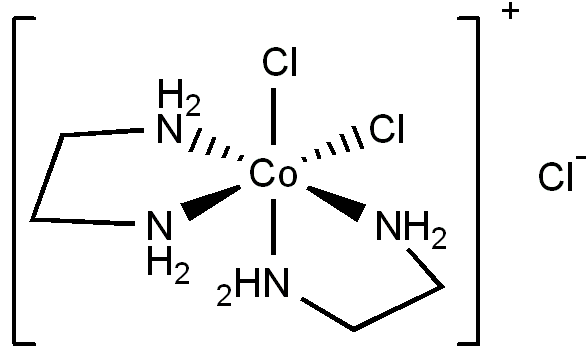
cis-[CoCl2(en)2]Cl.
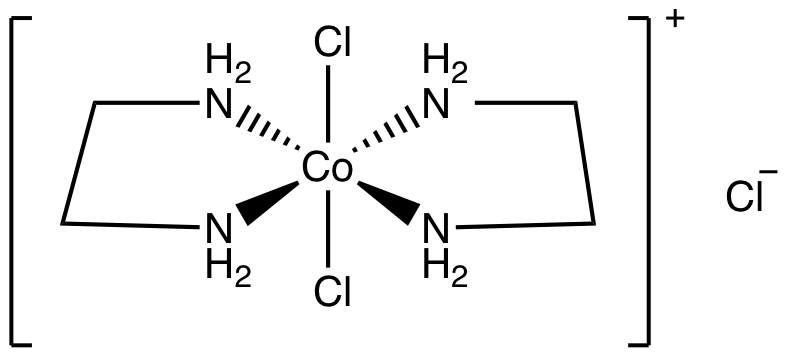
trans-[CoCl2(en)2]Cl.

Le chauffage des cristaux jusqu'à leur point de fusion donne une sorte de résine élastique qui se décompose en solution en ses constituants ; le CoCl2 donne à la substance une coloration brune à rougeâtre.